# آرگون
آرگون (به انگلیسی: Argon) با علامت اختصاری Ar در جدول عناصر دارای عدد اتمی ۱۸ است. این عنصر در گروه ۱۸ (گازهای نجیب) قرار دارد. از این رو، هیچ ترکیبی از آن به صورت طبیعی وجود ندارد. گاز آرگون در هواکره(اتمسفر) زمین تا حدود ۱٪ موجود است. بیشتر این حجم آرگون، آرگون-۴۰ است که از واپاشی پتاسیم-۴۰ در جو بر اثر پرتوهای کیهانی تولید شده‌است. در جهان، آرگون-۳۶ بسیار فراوان‌تر از آرگون-۴۰ است؛ زیرا از محصولات سنتز هسته‌ای ستاره‌ای در ابرنواخترها می‌باشد.
آرگون از واژه‌ای یونانی به معنی تنبل یا غیرفعال گرفته شده‌است. دلیل این نام‌گذاری، بی‌اثر بودن آرگون و عدم فعالیت شیمیایی آن است. برای استفاده صنعتی، آرگون را به روش تقطیر جزء به جزء، از هوای مایع جداسازی می‌کنند. آرگون برای به وجود آوردن نورهای زنده استفاده می‌شود. همچنین دارای مصارفی در صنایع جوشکاری، طیف‌بینی و تولید تیتانیوم نیز می‌باشد.

## تاریخچه
هنری کاوندیش در سال ۱۷۸۵ احتمال وجود آرگون در هوا را گزارش کرد؛ ولی برای نخستین بار، جان استرات و ویلیام رمزی در ۱۸۹۴ توانستند آرگون را از هوا جداسازی کنند. در این آزمایش، آن‌ها همه نیتروژن، اکسیژن، کربن دی‌اکسید و آب موجود در هوا را از یکدیگر جدا کردند و به این نتیجه رسیدند که نیتروژن موجود در هوا، ۱٫۵٪ سنگین‌تر از نیتروژن تولید شده از ترکیب‌های شیمیایی است. این تفاوت غیرقابل توجه، توجه آن‌ها را به خود جلب کرد و پس از چند ماه، نتیجه گرفتند که گاز دیگری در هوا وجود دارد که با نیتروژن مخلوط شده‌است. پیش از آن، در سال ۱۸۸۲ اثر آرگون در دو پژوهش جداگانه توسط نوال و هارتلی مشاهده شد. هر دو نفر، خط‌های جدیدی در طیف جذبی هوا مشاهده کردند، ولی نتوانستند عنصر سازنده این خط‌ها را شناسایی کنند. آرگون نخستین گاز نجیبی بود که شناسایی شد.

## ویژگی‌ها
انحلال‌پذیری آرگون در آب، تقریباً مشابه اکسیژن است. در هر دمایی، بی‌رنگ، بی‌بو، غیرآتش‌گیر و غیر سمّی است. آرگون در شرایط معمول، واکنش شیمیایی انجام نمی‌دهد و هیچ ترکیب شیمیایی پایدار تأیید شده‌ای در دمای اتاق، شکل نمی‌دهد.
در سال ۲۰۰۰ پژوهش‌گرانی از دانشگاه هلسینکی، نخستین مشاهده تشکیل ترکیب شیمیایی توسط آرگون را گزارش دادند. در این پژوهش، ماده آرگون فلوروهیدرید (HArF) ساخته شد که در دمای پایین‌تر از ۱۷ کلوین پایدار بود. بر پایه محاسبات نظری، پیش‌بینی می‌شود که بعضی از ترکیبات شیمیایی دارای آرگون می‌توانند در شرایط معمول، پایدار باشند. ولی تاکنون روشی برای تولید این ترکیبات ارائه نشده‌است.

## فراوانی
آرگون ۰٫۹۳۴٪ حجمی و ۱٫۲۸۸٪ جرمی اتمسفر زمین را تشکیل می‌دهد. به همین دلیل در صنعت، هوا ماده اولیه برای تهیه آرگون خالص است. آرگون معمولاً به روش تقطیر جزء به جزء، جداسازی می‌شود. از این روش برای جداسازی سایر گازهای موجود در هوا مانند نیتروژن، اکسیژن، نئون، کریپتون و زنون نیز استفاده می‌کنند. غلظت آرگون موجود در پوسته زمین و آب دریا به ترتیب ۱٫۲ و ۰٫۴۵ جزء در میلیون است.

## ایزوتوپ‌ها
آرگون سه ایزوتوپ پایدار دارد که از میان آن‌ها، آرگون-۴۰ (با فراوانی نسبی ۹۹٫۶٪) فراوان‌ترین ایزوتوپ است. ایزوتوپ دیرینه پتاسیم-۴۰ با نیمه‌عمر ۱٫۲۵ میلیارد سال به روش گیراندازی الکترون یا نشر پوزیترون به ایزوتوپ پایدار آرگون-۴۰ (با احتمال ۱۱٫۲٪) و به روش واپاشی بتا به ایزوتوپ پایدار کلسیم-۴۰ (با احتمال ۸۸٫۸٪) واپاشی می‌کند. پژوهش‌گران، این ویژگی‌ها و نسبت‌ها را برای تعیین سن سنگ‌ها به روش تاریخ‌گذاری پتاسیم و آرگون به کار می‌گیرند.
فراوانی ایزوتوپ‌های آرگون در مکان‌های مختلف منظومه شمسی، متفاوت است. در مکان‌هایی مانند زمین که پتاسیم-۴۰ در سنگ‌ها به آرگون-۴۰ تبدیل می‌شود، آرگون-۴۰ فراوان‌ترین ایزوتوپ است؛ ولی در آرگون تولید شده در سنتز هسته‌ای ستاره‌ای، آرگون-۳۶ (که در فرایند آلفا ساخته می‌شود) بیشترین فراوانی را دارد. به همین دلیل، فراوانی نسبی آرگون-۳۶ در بادهای خورشیدی ۸۴٫۶٪ اندازه‌گیری شده‌است. در سیارات سنگی دیگر مانند مریخ و عطارد نیز آرگون-۴۰ فراوانی بسیار بیشتری نسبت به آرگون-۳۶ دارد.

## ترکیبات
ظرفیت آخرین لایه الکترونی آرگون کامل است. از این رو، آرگون بسیار پایدار است و در برابر تشکیل پیوند شیمیایی مقاومت می‌کند. شیمی‌دانان تا میانه سده بیستم میلادی چنین می‌پنداشتند که گازهای نجیب مانند آرگون، هیچ ترکیب شیمیایی تشکیل نمی‌دهند؛ ولی پس از آن، ترکیب‌های شیمیایی گازهای نجیب سنگین‌تر ساخته‌شد. در سال ۲۰۰۰ میلادی، نخستین ترکیب شیمیایی آرگون توسط پژوهش‌گرانی در دانشگاه هلسینکی تولید شد. با تاباندن نور فرابنفش به آرگون منجمد شده محتوی مقدار کمی هیدروژن فلوئورید در مجاورت سدیم یدید، آرگون فلوروهیدرید تشکیل شد. این ماده تا دمای ۴۰ کلوین پایدار است. یون کم‌ثبات +۲
۲ArCF نیز در ۲۰۱۰ مشاهده شد.

## طرز تهیه
- تقطیر جزء به جزء هوای مایع
- واپاشی هسته‌ای پتاسیم-۴۰

#### روش 1) تقطیر هوا (پراستفاده‌ترین)
تقطیر هوای مایع، پرکاربردترین روش تولید آرگون است. این روش بر اساس جداسازی اجزای مختلف هوا بر اساس نقاط جوش متفاوت آن‌ها انجام می‌شود.  مراحل این فرآیند به شرح زیر است:
فشرده‌سازی و خنک‌سازی هوا: هوا ابتدا فشرده شده و سپس به وسیله تبادل حرارتی خنک می‌شود تا به حالت مایع درآید.
تقطیر اجزای هوا: هوای مایع به تدریج در برج‌های تقطیر جداسازی می‌شود. ابتدا نیتروژن، سپس اکسیژن و در نهایت آرگون جدا می‌شود.
خالص‌سازی آرگون: گاز آرگون به دست آمده در این مرحله نیاز به خالص‌سازی دارد. این کار از طریق حذف ناخالصی‌ها و تقویت خلوص گاز انجام می‌شود.

#### روش 2) استخراج از فرآیندهای صنعتی
در برخی از فرآیندهای صنعتی، آرگون به عنوان محصول جانبی تولید می‌شود. به عنوان مثال:
فرآیند تولید فولاد: در کوره‌های تولید فولاد، آرگون به عنوان محصول جانبی تولید می‌شود و می‌توان آن را استخراج و خالص‌سازی کرد.
صنایع پتروشیمی: در برخی فرآیندهای پتروشیمی نیز آرگون به عنوان محصول جانبی وجود دارد و می‌توان آن را جمع‌آوری و مورد استفاده قرار داد.

#### روش 3) استفاده از فرآیندهای شیمیایی
تولید آرگون از طریق فرآیندهای شیمیایی کمتر رایج است، اما در برخی موارد خاص انجام می‌شود. این روش‌ها معمولاً شامل واکنش‌های شیمیایی است که منجر به تولید آرگون به عنوان محصول جانبی می‌شوند. هرچند این روش‌ها به دلیل پیچیدگی و هزینه‌های بالاتر، کمتر مورد استفاده قرار می‌گیرند.

## احتیاط
آرگون گازی به شدت خفه‌کننده است که در دسته گازهای خودکشی می‌باشد و تنفس این گاز بصورت متداوم، می‌تواند منجر به خودکشی عمدی یا غیرعمد شود.

## کاربرد

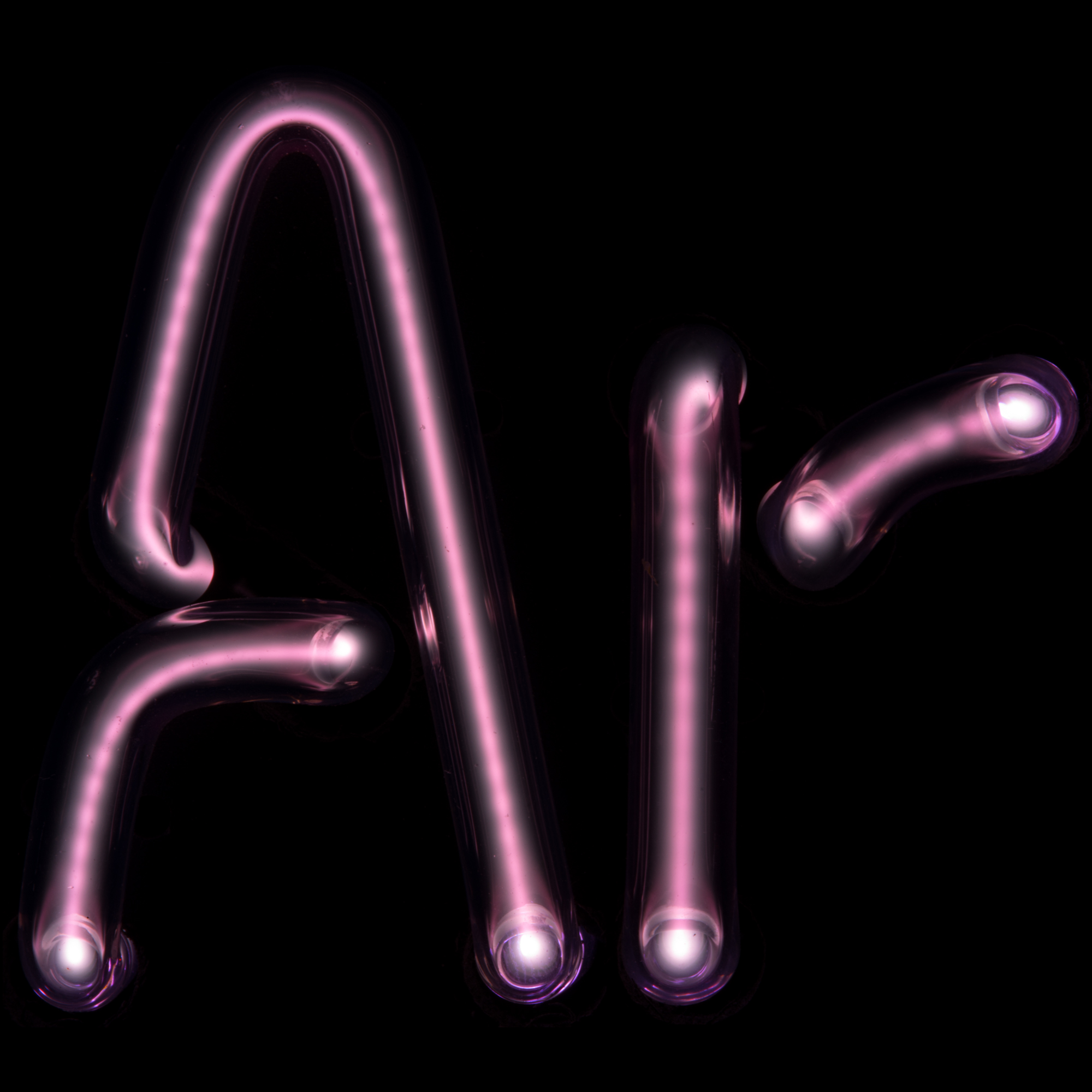
لوله تخلیه پر از آرگون به شکل نماد اتمی عنصر

پرکردن حبابهای لامپها و پنجره‌های دوجداره، تصفیه زیرکنیوم، شستن فلزهای مذاب تا گازهای حل شده را از آن جتصویر یک لوله تخلیه پر از آرگون به شکل نماد اتمی عنصردا کند، در لوله‌های شمارشگر گایگر، لیزرها، کربن‌گیری از فولاد ضدزنگ و همچنین در جوشکاری آرگون به عنوان گاز محافظ قوس الکتریکی به منظور ایجاد محیط خنثی در محل الکترود تنگستنی به کار می‌رود.
این گاز برخی خواص پزشکی نیز دارد که بیشتر در عمل‌های جراحی مورد استفاده قرار می‌گیرد که امروزه به آن سیستم آرگون پلاسما گفته می‌شود.
- استفاده در اندازه‌گیرهای آزمایشگاهی: آرگون در برخی ابزارها و دستگاه‌های اندازه‌گیری آزمایشگاهی به عنوان یک محیط بی‌اثر به کار می‌رود. این گاز به دلیل عدم تداخل با ترکیبات شیمیایی موجود در آزمایشات، دقت و صحت نتایج آزمایش‌های شیمیایی و فیزیکی را افزایش می‌دهد.
- محافظت از محصولات غذایی: در برخی صنایع مواد غذایی، آرگون برای ایجاد محیطی خنک و حفاظتی در بسته‌بندی محصولات استفاده می‌شود. این گاز بی‌اثر از اکسیداسیون و تغییرات شیمیایی جلوگیری کرده و به حفظ کیفیت و تازگی محصولات کمک می‌کند.
- حفاظت از الکترودها: در فرآیندهای جوشکاری، آرگون به عنوان یک گاز خنک‌کننده بر روی الکترودها استفاده می‌شود تا از آسیب به الکترودها جلوگیری کند.
- فناوری لیزر: در دستگاه‌های لیزر، آرگون به عنوان یک گاز لیزری استفاده می‌شود. این کاربرد در بخش‌هایی از پزشکی، صنعت، و تحقیقات علمی متداول است.
- جوانه‌زنی فلزات: آرگون به عنوان یک گاز پرکننده در فرایند جوانه‌زنی و جوش‌آوری فلزات مورد استفاده قرار می‌گیرد. این ویژگی آرگون به ایجاد محیط غیرفعال و حفاظتی کمک می‌کند.جوشکاری با استفاده از گاز آرگون

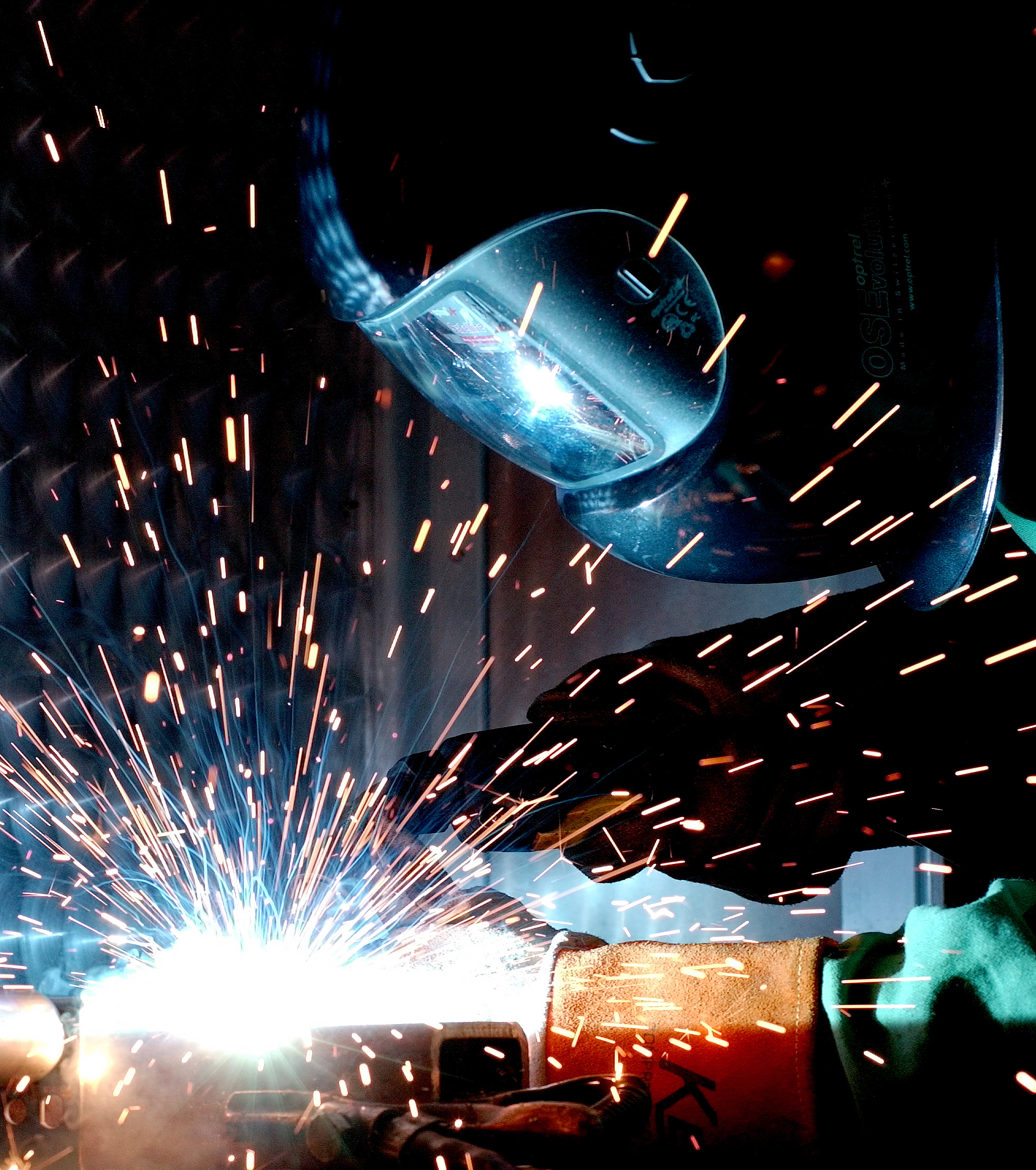
جوشکاری با استفاده از گاز آرگون

- خنک‌کننده در جوانه‌افشانی: آرگون به عنوان یک گاز خنک‌کننده در فرآیند جوانه‌افشانی استفاده می‌شود تا دمای محیط را کاهش داده و به رشد بهتر و صحیح جوانه‌ها کمک کند.
- لامپ‌های نئون: گاز آرگون به عنوان یک گاز پرکننده در لامپ‌های نئون استفاده می‌شود تا نور ملایم‌تری ایجاد کند و عمر لامپ را افزایش دهد.
- تعیین عمر اشیاء تاریخی: در تعیین عمر اشیاء تاریخی به روش‌های رادیواکتیو، گاز آرگون به‌خصوص در روش آرگون-آرگون (Ar-Ar) استفاده می‌شود که به دقت بالاتری نسبت به روش پتاسیم-آرگون منجر می‌شود. عایق در تولید فلزات: آرگون به عنوان یک گاز محافظ در تولید فلزات به کار می‌رود تا از اکسیداسیون و ورود آلودگی‌ها در فرآیندهای ذوب و جوشکاری جلوگیری کند.  جوشکاری با گاز آرگون: گاز آرگون در جوشکاری تیگ (TIG) و میگ (MIG) به عنوان گاز محافظ استفاده می‌شود تا از اکسیداسیون حین جوشکاری جلوگیری کرده و جوش تمیز و مقاومی ایجاد شود.  پرینترهای سه‌بعدی: در پرینترهای سه‌بعدی که با فلزات کار می‌کنند، گاز آرگون برای ایجاد محیطی بدون اکسیژن استفاده می‌شود تا از اکسیداسیون و خرابی لایه‌های فلزی جلوگیری کند.  لیزرهای هماتولوژی: لیزرهای استفاده شده در زمینه‌های پزشکی مثل هماتولوژی (مطالعه خون) از گاز آرگون بهره می‌برند. این لیزرها برای تحقیقات و تشخیص انواع بیماری‌ها و نظارت بر ترکیبات خون استفاده می‌شوند.  حکاکی: در دستگاه‌های نگارش لیزری (Laser Marking) نیز از گاز آرگون استفاده می‌شود. این دستگاه‌ها برای نشانگذاری و حکاکی دقیق بر روی مواد مختلف مورد استفاده قرار می‌گیرند.  جراحی چشم و پوست: گاز آرگون در لیزرهای نورپزشکی (نورپردازی پزشکی) نیز مورد استفاده قرار می‌گیرد. این لیزرها برای جراحی‌های دقیق در حوزه‌های چشمی و پوستی مورد استفاده قرار می‌گیرند.